# Amphiesma leucomystax
Amphiesma leucomystax е вид влечуго от семейство Смокообразни (Colubridae). Видът е незастрашен от изчезване.

## Разпространение
Разпространен е във Виетнам, Камбоджа и Лаос.